# Antiochos (Sohn des Kratidas)
Antiochos (altgriechisch Ἀντίοχος; 3. Jahrhundert v. Chr.), Sohn des Kratidas, war im Jahr 248/247 v. Chr. ein eponymer Priester des Alexander und der „Geschwistergötter“ im ptolemäischen Ägypten.
Eventuell war er mit jenem Antiochos identisch, der als „Freund“ (philos) des Königs Ptolemaios III. kurz vor dem Juni 245 v. Chr. mit der Verwaltung von Kilikien betraut wurde.